# SU Annen
Die SU Annen (offiziell: Sport-UNION Annen e. V., auch bekannt als SUA Witten oder SU Witten-Annen) ist ein Sportverein aus dem Wittener Stadtteil Annen aus dem Ennepe-Ruhr-Kreis.

## Geschichte
Der Verein wurde im Jahre 1945 als gemeinsamer Nachfolger aller Annener Sportvereine gegründet. Der Verein bietet die Sportarten Basketball, Darts, Handball, Judo, Leichtathletik, Ringen, Schach, Schwimmen, Sportkegeln, Taekwondo, Tanzsport, Tennis sowie Turnen und Ski an. In früheren Zeiten bot die Sport-Union auch Boxen, Fußball und Gewichtheben an, jedoch spalteten sich diese Abteilungen wieder vom Verein ab. Darüber hinaus verfügte der Verein über die Abteilungen Tischtennis und Volleyball, die zwischenzeitlich wieder eingestellt wurden.

### Judo

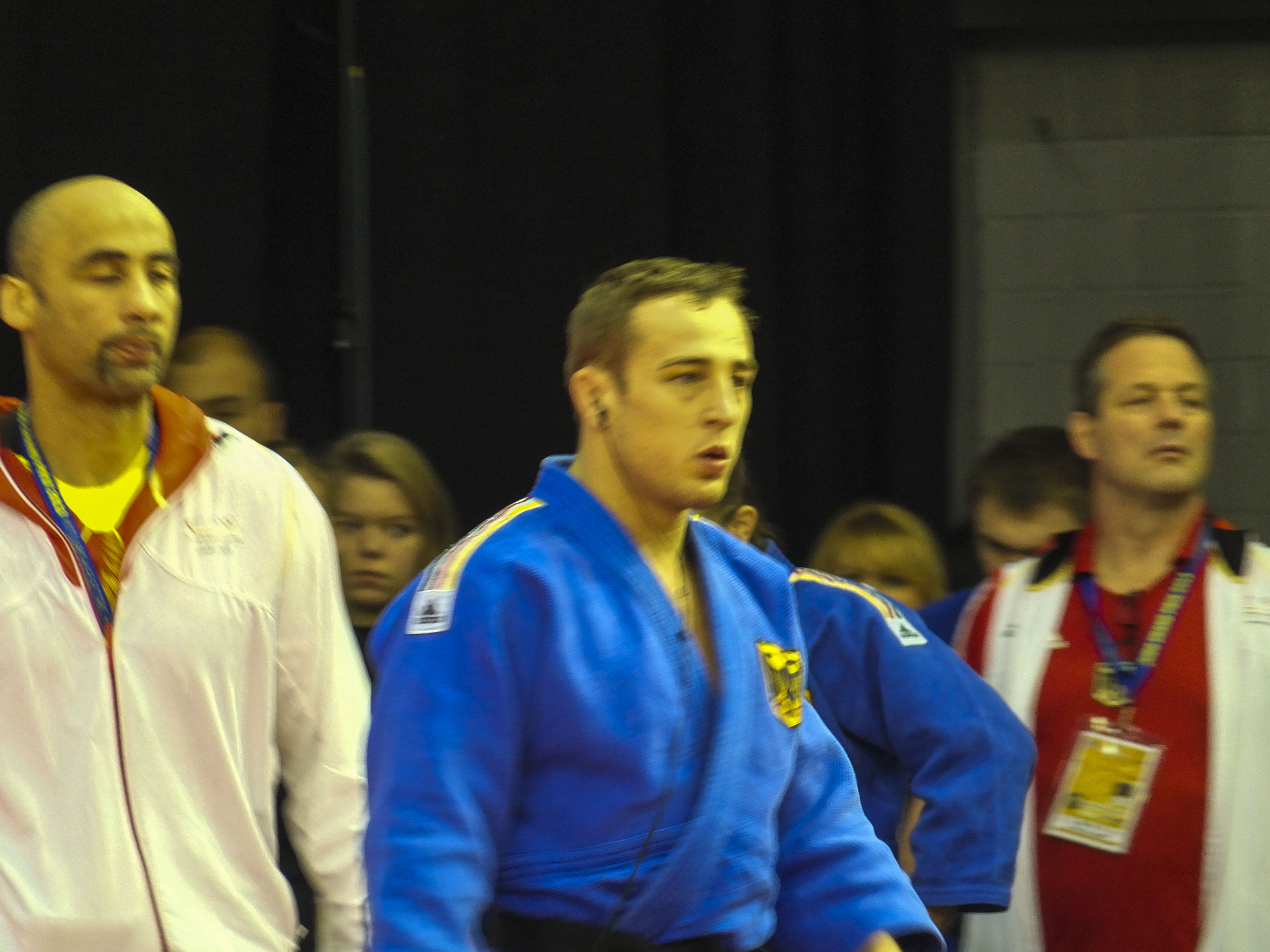
Daniel Gürschner

Die Judo-Mannschaft der Männer erreichte 2016 und 2019 jeweils das Halbfinale der Judo-Bundesliga. Größter Erfolg war die Vizemeisterschaft im Jahre 2020, als die Annener das Finale gegen das Hamburger Judo Team deutlich mit 0:7 verloren. Jochen Plate erkämpfte sich bei der Weltmeisterschaft 1987 die Bronzemedaille in der Klasse über 95 Kilogramm. Daniel Gürschner wurde 1998 Europameister. Helmut Grobelin und Michael Bazynski wurden 1980 bzw. 1985 Vizeeuropameister. Bronzemedaillen bei Europameisterschaften errangen Jochen Plate 1987 und Sarah Mäkelburg 2014 und 2015. Für die SU Annen traten Sportler wie Benjamin Behrla, Hannah Ertel, Nils Kopke, Christophe Lambert, Andreas Reeh und Andreas Tölzer an.

### Ringen

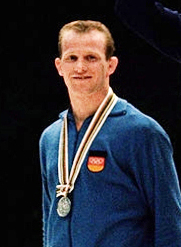
Klaus Rost

Die Ringermannschaft der SU Annen gehörte im Jahre 1964 zu den Gründungsmitgliedern der Ringer-Bundesliga. Nach zwei Jahren stieg die Mannschaft wieder ab und schaffte im Jahre 1970 den Wiederaufstieg. Dieses Mal konnte sich die Sport-Union nur für ein Jahr in der Liga halten. Günther Maritschnigg gewann bei den Olympischen Sommerspielen 1960 in Rom die Silbermedaille im Weltergewicht im griechisch-römischen Stil. Vier Jahre später gewann Klaus Rost in Tokio ebenfalls Silber im Freistil-Leichtgewicht. Darüber hinaus wurde Klaus Rost 1963 Vizeweltmeister.

### Leichtathletik
Die 3 x 800-Meter-Staffel der Frauen wurde 1982 und 1983 deutscher Meister. Eva Wilms wurde 1974 deutsche Hallenmeisterin im Kugelstoßen.

### Handball
In den 1970er Jahren bildete die Handballabteilung der Sport-Union mit denen der Turngemeinde Witten von 1848 die Spielgemeinschaft UTG Witten. Diese gehörte im Jahre 1975 zu den Gründungsmitgliedern der Frauen-Bundesliga. Gleich in der ersten Saison belegten die UTG den dritten Platz in der Nordgruppe. Dieser Erfolg konnte in der Saison 1977/78 wiederholt werden. Bereits in der übernächsten Saison 1979/80 stieg die Mannschaft als Tabellenletzter ab. Später wurde die Spielgemeinschaft aufgelöst, wobei nicht bekannt ist, in welchem Jahr dies geschah. Beate Henkel und Christa Kleinhans spielten für die UTG Witten, während Klaus Bernsmann und Gustl Wilke als Trainer wirkten.

### Trampolin
Die Trampolin-Mannschaft wurde im Jahre 1975 deutscher Meister. Ingo Trudung gewann bei der Weltmeisterschaft 1972 im Synchronspringen die Bronzemedaille.